# Zeilen op de Paralympische Zomerspelen 1996
Op de Xe Paralympische Spelen die in 1996 werden gehouden in het Amerikaanse Atlanta was zeilen een van de 19 sporten die werd beoefend. Zeilen stond dit jaar als demonstratiesport op het programma

## Evenementen
In totaal was er één onderdeel op de Paralympics in 1996. 
- Teamboot, vierpersoonsboot

### Teamboot
| Punten | land | Goud                                                | land | Zilver                                                   | land | Brons                                                              |
| ------ | ---- | --------------------------------------------------- | ---- | -------------------------------------------------------- | ---- | ------------------------------------------------------------------ |
| 18.50  | GBR  | Andrew Cassell Kevin Curtis Tony Downs Ian Harrison | CAN  | Kirk Westergaard John McRoberts Kenneth Kelly David Cook | USA  | Waldo Esparza James Leatherman Christopher Murphy John Ross-Duggan |

Atletiek · Bankdrukken · Basketbal · Boogschieten · Boccia · CP-voetbal · Goalball · Judo · Koersbal · Paardensport · Schermen · Schietsport · Tafeltennis · Tennis · Volleybal · Wielersport · Zeilen · Zwemmen
Atlanta 1996 ·
Sydney 2000 ·
Athene 2004 ·
Peking 2008 ·
Londen 2012 ·
Rio de Janeiro 2016